# Gräftåvallen
Gräftåvallen är en ort i Oviksfjällen i Ovikens distrikt (Ovikens socken) i Bergs kommun. Gräftåvallen ligger vid Östfjällets trädgräns med utsikt över Storsjöbygden. 
I Gräftåvallen finns en skidanläggning med tre liftar. 

## Längdåkning
Bydalsfjällens längdspårcentrum ligger i Gräftåvallen. Spåren förvaltas och sköts ideellt av Gräftåvallens skidklubb. Där finns 45 km pistade spår. Spårcentralen är belägen vid fäbodvallen i Storgräftån.

## Galleri

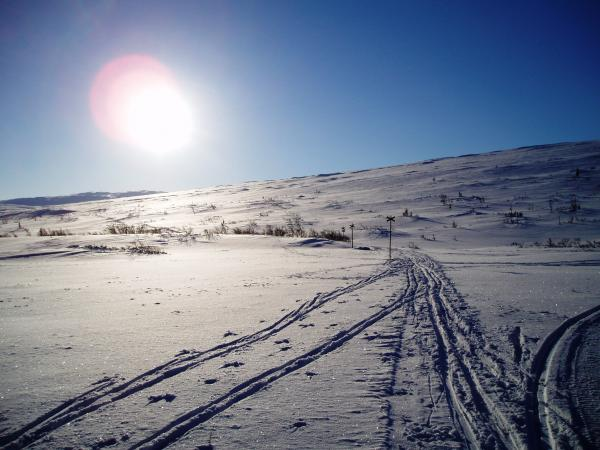
Skidspår på fjället i Gräftåvallen
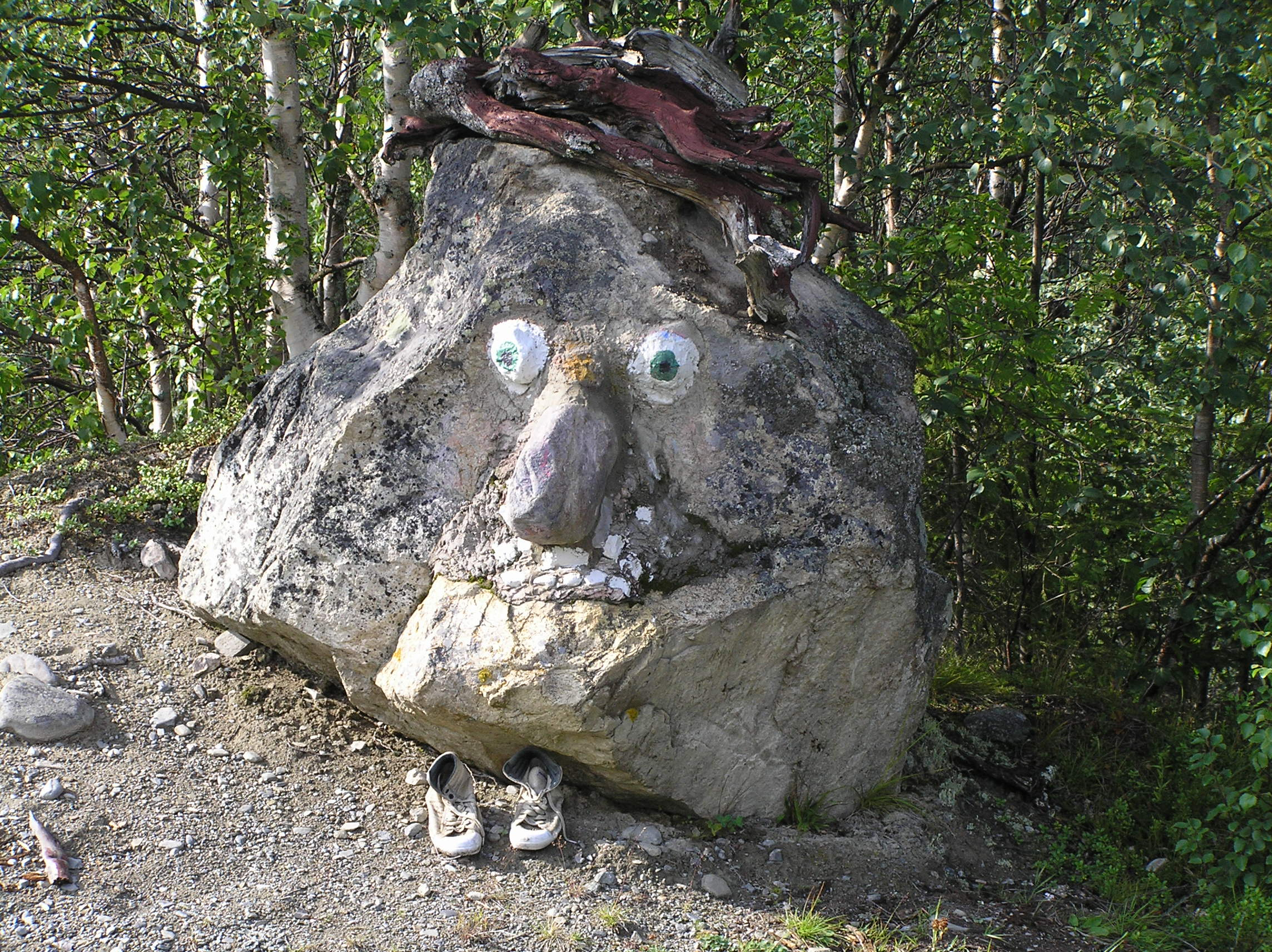
Gräftåtrollet som finns i Gräftåvallen
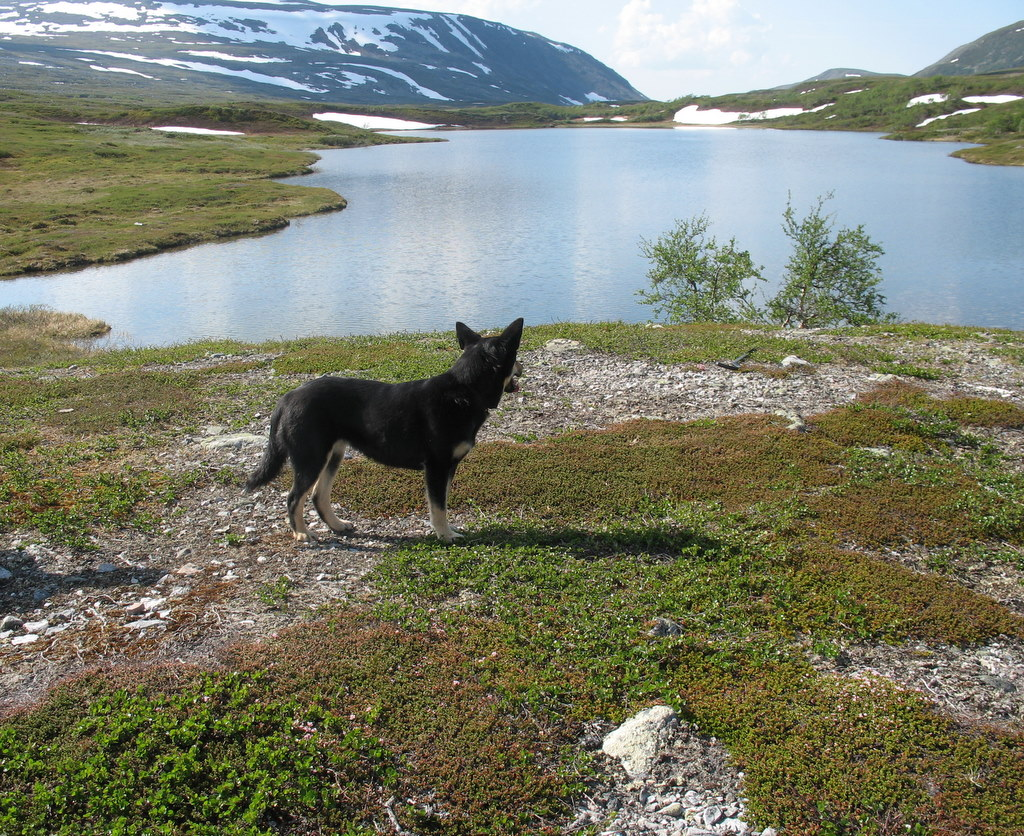
Vandringsled uppe på Oviksfjället i Gräftåvallen
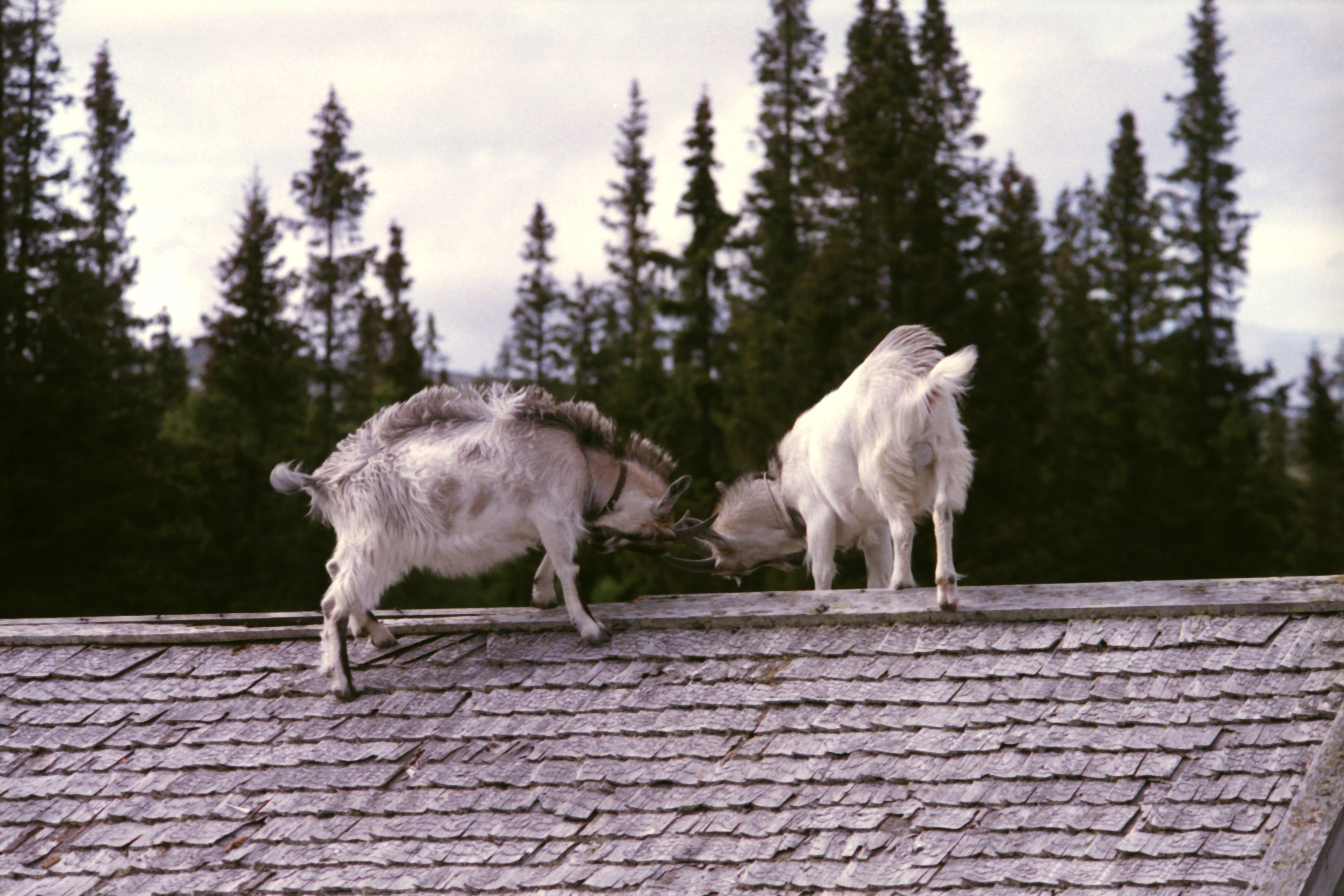
Fäbodvall i Gräftåvallen